# Diocesi di Domeziopoli
La diocesi di Domeziopoli (in latino Dioecesis Dometiopolitana) è una sede soppressa del patriarcato di Antiochia e una sede titolare della Chiesa cattolica.

## Storia
Domeziopoli, identificabile con le rovine di Katranlı (già Dindebol), nel distretto di Ermenek in Turchia, è un'antica sede episcopale della provincia romana di Isauria nella diocesi civile d'Oriente. Faceva parte del patriarcato di Antiochia ed era suffraganea dell'arcidiocesi di Seleucia, come attestato da una Notitia episcopatuum del patriarcato datata al VI secolo.
Sono noti cinque vescovi di questa antica diocesi. Antonio non partecipò al concilio di Calcedonia nel 451; tuttavia firmò per lui gli atti conciliari il suo metropolita, Basilio di Seleucia. Oronzio (o Orenzio) sottoscrisse nel 458 la lettera dei vescovi dell'Isauria all'imperatore Leone in seguito all'uccisione del patriarca Proterio di Alessandria. Pietro, Cosma e Paolo assistettero rispettivamente al concilio ecumenico del 553, al concilio in Trullo del 691-692, e al concilio di Costantinopoli dell'879-880 che riabilitò il patriarca Fozio.
Per un certo periodo, dopo l'occupazione araba di Antiochia, l'Isauria fu annessa al patriarcato di Costantinopoli. La diocesi di Domeziopoli appare nelle Notitiae Episcopatuum di questo patriarcato nel IX, nel X e nel XIII secolo.
Dal XVII secolo Domeziopoli è annoverata tra le sedi vescovili titolari della Chiesa cattolica; la sede è vacante dal 13 novembre 1965. Nelle fonti la sede è menzionata indistintamente come Domitiopolis (dizione prevalente fino al Settecento) o Dometiopolis.

## Cronotassi

### Vescovi greci
- Antonio † (menzionato nel 451)
- Oronzio † (menzionato nel 458)
- Pietro † (menzionato nel 553)
- Cosma † (prima del 691 - dopo il 692)
- Paolo † (menzionato nell'879)

### Vescovi titolari
- Zacharias Stumpf † (22 settembre 1636 - 30 gennaio 1641 deceduto)
- Adam Groß † (13 luglio 1644 - 11 gennaio 1645 deceduto)
- Johann Melchior Söllner † (7 dicembre 1648 - 16 maggio 1666 deceduto)
- Stephan Weinberger † (3 agosto 1667 - 13 giugno 1703 deceduto)
- Johann Christoph Haus † (26 gennaio 1705 - 12 settembre 1725 deceduto)
- Franciszek Kaznowski † (7 settembre 1729 - circa 1732 deceduto)
- August Józef Czarnecki † (22 giugno 1733 - prima del 9 marzo 1739 deceduto)
- Franz Karl Joseph von Fugger-Glött † (20 luglio 1739 - 10 ottobre 1769 deceduto)
- Ludwig Philipp Behelm † (11 settembre 1769 - 22 giugno 1777 deceduto)
- Antonio Maria Sacconi, O.F.M. † (4 settembre 1778 - 5 febbraio 1785 deceduto)
- Eugène-Étienne Charbonnier, M.E.P. † (9 settembre 1864 - 7 agosto 1878 deceduto)
- Alfonso Maria Giordano, C.SS.R. † (6 maggio 1881 - 20 ottobre 1884 succeduto vescovo di Calvi e Teano)
- Pierre-Ferdinand-Adrien Simon, M.E.P. † (24 febbraio 1888 - 20 luglio 1893 deceduto)
- José Ramón Quesada y Gascón † (18 maggio 1894 - 24 marzo 1898 nominato vescovo di Segovia)
- István Vilmos † (28 novembre 1898 - 16 dicembre 1901 nominato vescovo di Szombathely)
- Augustín Fischer-Colbrie † (27 dicembre 1904 - 6 agosto 1906 succeduto vescovo di Košice)
- Arthur Béliveau † (24 maggio 1913 - 9 novembre 1915 nominato arcivescovo di Saint-Boniface)
- Agostino Migliore † (2 febbraio 1918 - 14 febbraio 1920 nominato vescovo di Monopoli)
- István Uzdóczy-Zadravecz, O.F.M. † (22 aprile 1920 - 13 novembre 1965 deceduto)